# Vinnie Moore
Vincent "Vinnie" Moore (New Castle, 14 de abril de 1964) é um  guitarrista virtuoso estadunidense, com uma consolidada carreira solo no gênero metal neoclássico, sendo, ao lado de Yngwie Malmsteen, um dos guitarristas mais influentes deste estilo. Não a toa, em 2015, seu álbum de estreia (Mind's Eye, de 1986), foi eleito pela revista Guitar World como terceiro melhor álbum de shred guitar em todos os tempos. Desde 2003, além desta sólida carreira solo, ele integra a banda inglesa de hard rock UFO, sendo o guitarrista que mais tempo ficou na banda.
Além de compositor e instrumentista, Vinnie também se dedica a ensinar, tendo lançado dois vídeos com técnicas e aulas de guitarra. Ele também participa de centenas de workshops ao redor do mundo, incluindo Japão, Itália, México, Canadá, Inglaterra, Alemanha, Austrália e Brasil.

## Biografia
Vinnie se apaixonou pela guitarra escutando The Beatles, Led Zeppelin, Queen, Deep Purple, Jeff Beck, e outros.
Foi então que aos 12 anos ele ganhou sua primeira guitarra elétrica modelo Kay (batizada por ele de guitar freak) e após dois anos estudando com um professor particular entrou na sua primeira banda cover.
Após alguns anos tocando com diferentes bandas, Vinnie decidiu que era hora de deixar de tocar covers e criar sua própria música. Ele saiu da banda em que tocava, conseguiu um gravador de 4 trilhas e começou a transformar suas ideias em músicas.
Foi o início de sua jornada como compositor. Algum tempo depois ele enviou uma de suas gravações para a revista Guitar Player Magazine e teve uma matéria a seu respeito publicada na coluna Spotlight.
Ao ler esta matéria, Mike Varney, fundador da gravadora Shrapnel Records e famoso divulgador de virtuoses da guitarra, o contratou. Varney estava "absolutamente certo de que Vinnie, um dia, encontraria seu lugar no hall da fama da guitarra".
Sua ligação com Varney levou a uma oportunidade de aparecer em um comercial da Pepsi em 1985. Vinnie fez a composição da trilha-sonora do comercial, mas na propaganda em si, apenas suas mãos apareceram tocando guitarra.
| “ | "A produção foi a Los Angeles e estava buscando pessoas para o elenco do comercial. Eles queriam alguém que pudesse tocar guitarra e atuar no comercial, mas não acharam ninguém. Eles tentaram Eddie Van Halen, mas ele não estava interessado. Acho que falaram também com Steve Lukather, mas não funcionou. Então começaram a procurar guitarristas nas revistas especializadas e me viram na Guitar Player. Era a minha primeira coluna para a revista e eles leram sobre mim e acharam que eu tinha o perfil necessário. Então, entraram em contato comigo no fim da tarde e na manhã seguinte eu estava voando para Los Angeles para um teste. Foi tudo muito rápido." | ” |

Ainda em 1985, Vinnie fez uma participação no álbum de estreia da banda Vicious Rumors, intitulado "Soldiers of the Night". O álbum conta com Moore no solo da música "Invader", que era no estilo de "Eruption" do Van Halen.
Em 1987, Vinnie Moore lançou seu primeiro álbum, Mind's Eye pela gravadora Shrapnel Records. Rapidamente foi considerado músico revelação pelas revistas Guitar Player Magazine, Guitar e Guitar World. Mind's Eye vendeu mais de 100.000 cópias, um número excelente para um disco de estreia de rock instrumental. Em 2015, este álbum foi eleito pela revista Guitar World como terceiro melhor álbum de shred guitar em todos os tempos.
Neste mesmo ano, Vinnie assinou um contrato com a "Hot Licks Audio and Video", cuja propriedade pertence ao guitarrista Arlen Roth, para fazer dois vídeos com técnicas e aulas de guitarra. "Advanced Lead Guitar Techniques" foi o primeiro deles, lançado ainda em 1987.
Em 1988, a gravadora Squawk/Polygram lançou o segundo álbum de Vinnie, Time Odyssey, que alcançou a posição 147 da Billboard 200 e solidificou de vez sua reputação como um músico inovador.
Em 1989, dois anos depois do lançamento da primeira vídeo-aula, veio o segundo vídeo: "Speed, Accuracy & Articulation".
No início dos anos 1990, Vinnie ingressou na banda de Alice Cooper para a turnê Operation Rock 'N' Roll Tour e, em seguida, apareceu no álbum "Hey Stoopid", fazendo participação nas canções "Hurricane Years" e "Dirty Dreams".
Foi nesta época também que Vinnie decidiu reinventar sua carreira solo, apostando num rock mais direto, com mais feeling e menos firulas.
Em 1991 Vinnie lançou seu terceiro álbum solo, Meltdown (Relativity Records) e o primeiro com essa nova roupagem
No início de 1996 ele assinou contrato com a gravadora independente "Mayhem Records" e em abril lançou Out of Nowhere.
Em 1998, Vinnie é convidado a participar da trilha-sonora do jogo eletrônico Burning Rangers, do Sega Saturn. Ele ficou responsável por tocar guitarra rítmica em todas as canções e pelos solos de guitarras em algumas canções, como "Angels With Burning Hearts", e outras.
Ainda na década de 1990, Vinnie retornou a Shrapnel Records, publicando 3 álbuns com este selo. O primeiro deles, The Maze, foi lançado em março de 1999.
Em 2000, veio o primeiro ao vivo, lançado somente em CD. Vinnie Moore Live! foi gravado em maio de 1999, durante a turne do álbum The Maze, no "The Edge", na cidade de Palo Alto-California. Como banda de apoio, Vinnie contou com o guitarrista e tecladista Wayne Findlay, com o baixista Barry Sparks e com o baterista Shane Gaalaas.
Em 2001, ele lançou seu sexto álbum solo, intitulado Defying Gravity. Segundo o próprio, "com Steve Smith na bateria, Dave LaRue no baixo e David Rosenthal nos teclados. É uma mistura de diferentes estilos musicais que eu tenho explorado ao longo dos anos. Existem canções com minhas influências clássicas, algumas acústicas com um toque latino, um pouco de elementos melódicos e coisas mais pesadas também. Eu gosto de fazer uma mistura."

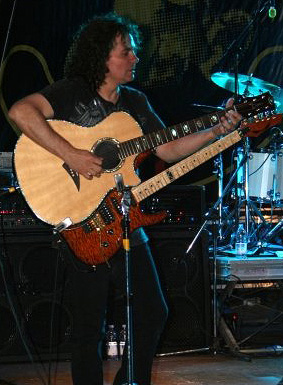
Vinnie Moore tocando com a banda UFO em Cercemaggiore.

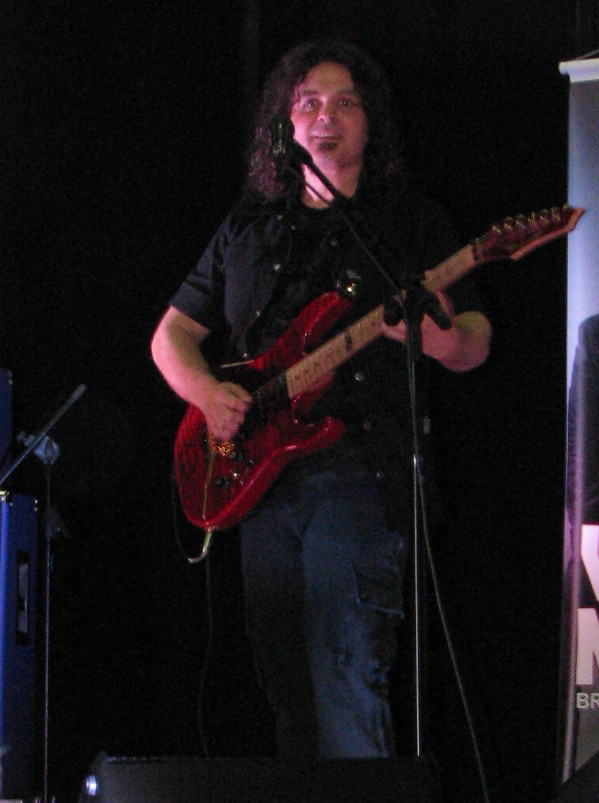
Vinnie Moore num show da banda UFO, em Brusque, SC, Brazil - 2 de junho de 2010.

Em 2003, ele juntou-se ao legendário grupo UFO (Phil Mogg, vocal; Pete Way, baixo; Jason Bonham, bateria e Paul Raymond, teclados). Por ter que se dedicar a banda, Vinnie deixou um pouco de lado sua carreira solo. Por conta disso, desde então ele lançou somente 2 álbuns: To The Core (Mascot records) veio em Maio de 2009 e Aerial Visions (Mind's Eye Music), em outubro de 2015.
Antes de To The Core, porém, por ainda estar com contrato vigente com a Shrapnel Records, a gravadora decidiu lançar uma coletânea. Collection: The Shrapnel Years foi lançado em 2006.
Em 2013, ele foi convidado para fazer uma participação especial num show do Peter Frampton, da turnê "Frampton’s Guitar Circus" que foi realizado no dia 5 de agosto, no Bethlehem Musikfest 2013.
Foi neste ano também que ele fez seu primeiro show solo no Brasil.[carece de fontes?] Em suas turnês solo, Vinnie é acompanhado por músicos e bandas locais. Assim, em seus shows no Brasil, ele foi acompanhado por Aquiles Priester (bateria), Fábio Laguna (teclados), o baixista Bruno Ladislau e o guitarrista Gustavo Carmo.
Em 2014, juntamente com o vocalista e multi-instrumentalista Kelly Keeling (Baton Rouge, MSG, Trans-Siberian Orchestra) e o baterista Scot Coogan (Lita Ford, Ace Frehley, Brides Of Destruction) formou a Superbanda Red Zone Rider.

### UFO
Em 2003, após desavenças, o guitarrista Michael Schenker resolveu sair da banda UFO. Vinnie, então, foi convidado a fazer parte do grupo.
Seu primeiro álbum juntos como uma banda foi You Are Here (SPV/Steamhammer Records), lançado em 2004 com uma turnê mundial de março de 2004 a agosto de 2005. Showtime, o DVD ao vivo desta turnê, foi lançado em novembro de 2005.
Depois vieram The Monkey Puzzle (2006),  The Visitor (2009), Seven Deadly (2012) e A Conspiracy of Stars (2015).

### Red Zone Rider
Em 2014, juntamente com o vocalista e multi-instrumentalista Kelly Keeling (Baton Rouge, MSG, Trans-Siberian Orchestra) e o baterista Scot Coogan (Lita Ford, Ace Frehley, Brides Of Destruction) formou a Superbanda Red Zone Rider.
Neste mesmo ano eles lançaram o primeiro álbum, intitulado Red Zone Rider. Mais tarde, lançariam um single com 2 músicas.

## Estilo musical
Vinnie Moore surgiu como um furacão do rock instrumental nos anos 80. Sua técnica impressionante e seu senso melódico chamaram a atenção de um mercado que tinha concorrentes de peso, como Steve Vai, Joe Satriani, Jason Becker e muitos outros.
Mike Varney, fundador da gravadora Shrapnel Records e famoso divulgador de virtuoses da guitarra, definiu assim o músico: "O estilo de Moore se equilibra entre linhas cuidadosamente construídas e uma espontaniedade selvagem".
Segundo a revista Guitar Player Brasil, "longe de ser um mero “fritador”, Vinnie combina técnica alucinante com sensibilidade, bom gosto e influências estilísticas que incluem Van Halen, Jeff Beck, Duane Allman, Larry Carlton e vários outros talentos de diversas áreas. Ele é capaz de imprimir uma pegada blueseira ao tocar arpejos com sweep ou executar licks de blues a velocidades neoclássicas, sem sacrificar o timbre, o tempo ou a entonação. É um conjunto de habilidades único e muito musical."

## Discografia

### Carreira solo

#### Álbuns de estúdio
| 1                                                                      | Mind's Eye      | - Lançamento: 1986 - Selo: Shrapnel Records - Formatos: CD, CS, LP, DL               | –   | - US: 6,719+  |
| 2                                                                      | Time Odyssey    | - Lançamento: 1988 - Selo: Shrapnel Records - Formatos: CD, LP                       | 147 | - US: 12,101+ |
| 3                                                                      | Meltdown        | - Lançamento: 1991 - Selo: Relativity Records - Formatos: CD, CS, LP                 | –   | - US: 49,661+ |
| 4                                                                      | Out of Nowhere  | - Lançamento: 16 de Abril de 1996 - Selo: Mayhem Records - Formatos: CD              | –   | - US: 6,777+  |
| 5                                                                      | The Maze        | - Lançamento: 23 de Março de 1999 - Selo: Shrapnel Records - Formatos: CD, DL        | –   | - US: 5,852+  |
| 6                                                                      | Defying Gravity | - Lançamento: 10 de Julho de 2001 - Selo: Shrapnel Records - Formatos: CD, DL        | –   |               |
| 7                                                                      | To The Core     | - Lançamento: 26 de Maio de 2009 - Selo: Mascot Records - Formatos: CD, DL           | –   |               |
| 8                                                                      | Aerial Visions  | - Lançamento: 23 de Outubro de 2015 - Selo: Mind's Eye Music - Formatos: Digital, CD | –   |               |
| 9                                                                      | Soul Shifter    | - Lançamento: 09 de Outubro de 2019 - Selo: Mind's Eye Music - Formatos: Digital, CD | –   |               |
| "—" indica que ele não entrou na parada de sucesso naquele território. |                 |                                                                                      |     |               |

#### Coletâneas Musicais
- 2006 -Collection: The Shrapnel Years

#### Álbuns Ao Vivo
- 2000 - Vinnie Moore Live!

#### Videos Didáticos (Instrucionais)
| Título                          | Detailhes                                            |
| ------------------------------- | ---------------------------------------------------- |
| Advanced Lead Guitar Techniques | - Lançamento: 1987 - Selo: Hot Licks - Formatos: VHS |
| Speed, Accuracy, & Articulation | - Lançamento: 1989 - Selo: Hot Licks - Formatos: VHS |

### Com oUFO
- 2004 - You Are Here
- 2005 - Showtime (ao vivo)
- 2006 - The Monkey Puzzle
- 2009 - The Visitor
- 2012 - Seven Deadly
- 2015 - A Conspiracy of Stars

### ComRed Zone Rider
- 2014 - Red Zone Rider (2014)
- 2014 - Day of the Eagle / Dead Man Walking" (Single)

### Participações Especiais e Tributos
- 1985 - Vicious Rumors: Soldiers of the Night
- 1991 - Alice Cooper: Hey Stoopid (1991)
- 1994 - Vários Artistas: Deep Purple Tribute: Smoke On The Water
- 2004 - Jordan Rudess: Rhythm of Time
- 2005 - Vários Artistas: Subdivisions: A Tribute to the Music of Rush
- 2008 - Destruction: D.E.V.O.L.U.T.I.O.N.
- 2008 - Zeroesque: Multipick Technique - faixa "Slipepery Slope"
- 2009 - Michael Angelo Batio: Hands Without Shadows 2 – Voices
- 2011 - Glen Drover: Metalusion - Faixa "Ground Zero"
- 2014 - Aquiles Priester e Gustavo Carmo: Our Lives, 13 Years Later... - Faixa "Titanic, a Night to remember"
- 2015 - Johnny Fontane and The Rivals: Lemme Tell Ya! - Faixa "Tell Me"
- 2015 - The Lizards: Reptilicus Maximus - Faixa "Crash"

### Participação em Trilhas sonoras
- 1985 - Comercial de TV da Pepsi
- 1998 - Jogo Burning Rangers da SEGA